# Перегрино Анселмо
Хуан Перегрино Анселмо (Монтевидео, 30. април 1902 — 27. октобар 1975) био је уругвајски фудбалер који је играо на позицији нападача репрезентације Уругваја. Био је члан исте која је 1930. освојила Светско првенство. На турниру је постигао три гола, од којих два у полуфиналу. Била је прва лажна деветка на Светском првенству. Био је део тима који је освојио златну медаљу на Летњим олимпијским играма 1928. године, али није одиграо ниједну утакмицу. Био је играч а касније тренер ФК Пењарол. Као тренер, наследивши средином 1962. године Мађара Белу Гутмана, водио је клуб на првенство Уругваја исте године. Касније, 1963. године, уругвајски голман Роке Масполи га је наследио. 

## Међународни голови
| #  | Датум         | Место одржавања                         | Противник   | Резултат | Коначни резултат | Такмичење             |
| -- | ------------- | --------------------------------------- | ----------- | -------- | ---------------- | --------------------- |
| 1. | 21. јула 1930 | Стадион Сентенарио, Монтевидео, Уругвај | Румунија    | 3 –0     | 4–0              | 1930 ФИФА Светски куп |
| 2  | 27. јула 1930 | Стадион Сентенарио, Монтевидео, Уругвај | Југославија | 2 –1     | 6–1              | 1930 ФИФА Светски куп |
| 3. | 27. јула 1930 | Стадион Сентенарио, Монтевидео, Уругвај | Југославија | 3 –1     | 6–1              | 1930 ФИФА Светски куп |

## Титуле
Пењарол
- Прва уругвајска лига (АУФ): 1928, 1929, 1932, 1935
- Прва уругвајска лига (ФУФ/ЦП): 1924, 1926

Уругвај
- ФИФА Светски куп: 1930
- Првенство Јужне Америке: 1935
- Летње олимпијске игре: 1928